# وادي المقرن
وادي المقرن من أودية نجد. يقع الوادي بالقرب من محافظة الأفلاج. ينطلق الوادي من جبال طويق مصرفًا مياه جنوب محافظة الأفلاج٬ وهو وادٍ كبير يصل إلى رمال الربع الخالي٬ وينتهي في روضة طولية كبيرة.